# Турски народни инструменти
Турски народни инструменти имају веома значајну улогу у фолклорном стваралаштву турског народа.
Турски народни инструмент познат под називом чалгија (Çalgı) може се дефинисати као "инструмент који није направљен у фабрици већ је ручно израђен у народу помоћу једноставних алатки, инструмент који се не уклапа у законе акустике, стандардне мере и калупе, и као инструмент који поседује етнографске карактеристике".

## Жичани инструменти
Жичани инструменти су они код којих се звук производи помоћу жица, било трзањем, превлачењем гудала преко њих или ударањем батићима по њима. У турској народној музици заступљени су трзалачки и гудачки жичани инструменти. 

### Жичани инструменти са трзалицом
Турски музиколози све жичане инструменте називају сазовима. Најстарија варијанта саза води порекло од инструмента који се звао копуз и који су користили огушки Турци. Имао је кутију од коже, врат без прагова о две-три жице, и свирао се повлачењем жица прстима. Користили су га врачеви у својим магијским обредима, због чега се сматра светим инструментом. Након сто су турска племена населила Анадолију, популарно је било свирање двожичног дутара (Dutar). Још једна врста копуза која је била популарна је био сестар (Sestar) који је добио име по томе што је имао шест жица.
Металне жице се први пут употребљавају у 15. веку у централној Анадолији на новој врсти копуза од којег је настао инструмент чогур (çöğür), који представља прелазни тип између копуза и даншњих сазова. Због металних жица кутија је измењена да би била чвршћа и почела се израђивати од дрвета, врат је постао дужи и додати су прагови (perde). Уместо две-три жице, односно највише шест, инструмент добија дванаест жица распоређених у четири групе од по 3 жице.
- Саз је турски национални инструмент чији корени сежу у постојбину турских племена, централну Азију. Данас постоји више врста сазова од којих су најчешћи:

Диван (Divan), највећи инструмент из породице саза. Резонантна кутија му је величине 47-50 центиметара, врат 63-66 центиметара, а укупна дужина 135-140 центиметара. Има укупно шест жица, две доле, две на средини и две у горњем делу. Раније су постојали дивани са 10 до 12 жица.
Тамбура (Tambura), најраспрострањенији инструмент из породице саза. Има кутију величине 38-40 центиметара, врат дужине 50-52 центиметра, а укупна дужина му је 110-115 центиметара. Има осам жица, три у доњем делу, две на средини и три у горњем делу.
Џура (Cura), најмањи инструмент из породице саза и производи највише тонове. Постоји неколико врста: диван џура, баглама џура и тамбура џура. Највише се користи она са кутијом величине 70-75 центиметара, са укупно шест жица, од којих се две налазе доле, две на средини и две у горњем делу.
Баглама (Bağlama), жичани инструмент који се поистовећује са сазом. Димензије су јој сличне тамбури. Састоји се као и сви други жичани инструменти од тела (tekne), кобилице (göğüs), врата (sap), и главе са чивијама (burguluk). Од тамбуре се разликује по томе што поседује четири вида штимовања са посебним називима, што заједно са њиховим многобројним варијацијама чини интересантну карактеристику турске фолклорне музике. Свира се трзалицом, али постоји и техника свирања прстима која се зове шелпе (şelpe).

Тар (Tar), заступљен највише у Азербејџану, Грузији, Узбекистану, и Ирану, а у Турској у североисточној Анадолији. Од багламе се разликује по облику кутије. Кутија се састоји из два дела различитих величина, тако да тело има крушкасти облик. Жице су подељене у две групе. Онима у првој групи се свира мелодија док оне у другој групи служе за украшавање мелодије и зову се кок (kök) и зенги (zengi). Укупна дужина инструмента је 80-95 центиметара.

## Гудачки инструменти
Гудачки интрументи су добили име због начина на који се тон производи. Наиме, превлачење гудала преко жице изазива треперење жице и ствара тон. Турски народни гудачки инструменти су:
Кабак кемане (Kabak Kemane), инструмент који води порекло из Азије о чему говори постојање његових других облика и варијација у Азербејџану и међу Туркменима. Његови сродници су: иклиг, ребаб, каманча, гичак. На кутији се налази танак дрвени или метални продужетак који се ставља на колено и омогућава окретање инструмента налево и надесно. Има три или четири жице.
Кеменче (Kemençe), инструмент карактеристичан за подручје црноморског приморја и обавезна је пратња народне игре хорон. Има три жице и производи специфичан резак и помало пискав звук.

## Дувачки инструменти
Код дувачких инструмената тон се производи дувањем из уста и плућа свирача. Представљају велику и разноврсну породицу. Разликују се по облику, материјалу, начину дувања и улози. Карактеристични турски народни дувачки инструменти су:
Зурна (Zaruna), најстарији, најзначајнији и најчешће коришћен инструмент. Производи веома продоран звук. Свира се на отвореном простору заједно са великим бубњем давулом замењује цео оркестар на разним светковинама. Са предње стране има седам рупа а са задње једну. На њему се налазе још и рупе чија се функција не зна али се називају ђавоље рупе (şeytan deliklleri). Према величини која варира од 30-60 центиметара постоје: каба зурна (највећа), орта каба зурна (средње величине), џура зурна или зил зурна (мала).
Кавал (Kaval), у Турској се највише свира међу чобанима. Са предње стране има седам рупа а са задње једну. Постоје две врсте кавале: са језичком и без језичка. Распон му је од две до три октаве. 
Меј (Mey), Балабан (Balaban), Дудук (Düdük), веома слични инструменти, распона од једне октаве, има седам рупа са предње и једну са задње стране. Посебно су популарни у источној Анадолији и земљама средње Азије.
Чигиртма (Çığırtma), врста дубка без језичка. Данас е све ређе у употреби, а раније се често свирао међу чобанима.
Сипси (Sıpsı), најмањи дувачки инструмент израђен од трске. Има пет рупа напред и једну позади. Име је добио по уснику дужине 3-5 центиметара који се умеће на врх инструмената. Пошто је мале величине, у њега мора снажно да се дува, а звук који призводи је релативно висок.
Чифте (Çıfte), чије име значи парни, двојни, дупли, у ствари представља два спојена сипсија, кавала или дудука, у облику две цеви спојене једна до друге. На тај начин се добија двоструки звук.
Тулум (Tulum), други назив за гајде. Тулум се свира у Тракији и Црноморској области. Састоје се од мешине, писка и гајденице. Користио се како у Азији тако и широм Европе. Задржао се на Балкану. Турски тулум је модификован у смислу да нема дугачку цев која контролише ниске тонове.

## Удараљке
Удараљке су по грађи најпримитивнији род музичких инструмената. Звук се добија ударом по звучном извору. Удара се руком, разним врстама палица или једном површином о другу. Најчешће коришћене удараљке у турској народној музици су:
Давул (Davul), Нагара (Nağra/Koltuk davulu), Деф/Теф (Def/Tef) или Даире (Daire), Дарбука/Думбелек/Деблек (Darbuka/Dümbelek/Deblek), Кашике (Kaşık), Зил (Zil) или Звончићи.
Давул (Davul), најстарији је познати инструмент. Користио га је врач приликом ритуала истеривања демона. Данас се најчешће користи уз зурну и свира на отвореном. Састоји се из дрвеног оквира по коме је разапета животињска кожа. Кожа је са једне стране дебља а са друге тања. По дебљој се удара токмаком (tokmak), а по тањој танким дрвеним прутом чубуком (çubuk/çıbık). Док се свира давул се најчешће држи окачен каишем о раме.
Кашике (Kaşık), кристе се у играма које су по њима добиле назив - игре са кашикама (kaşık dansları). Израђују се од шишмировог дрвета. Најчешће се у свакој руци држе по две кашике окренуте једна према другој избоченим странама како би произвеле звук и давале ритам, слично кастањетама.

## Други инструменти који су такође у употреби
Поред изворних инструмената који су набројани у употреби су још и неки које не треба изоставити. То су: Уд (Ut), Ребаб (Rebep), Џумбуш (Cümbüş), Канун (Kanun). Поред изворних и оријенталних инструмената, у народној музици се нешто ређе могу чути хармоника, кларинет и виолина.
Уд (Ut), арапски трзалачки жичани инструмент крушкастог облика и кратког закривљеног врата на врху. Сматра се претечом лауте.
Џумбуш (Cümbüş), жичани инструмент који подсећа на бенџо. Тело инструмента може да се одвоји од врата, наново причврсти и тако намештати.
Као резултат културних утицаја услед ширења Османлијског царства, на просторима Балкана могу се срести инструменти са истим или сличним називима и особинама као они који карактеришу турску народну музику, међу које спада и шаргија као врста саза.